# شومپی اینوی
شومپی اینوی (به انگلیسی: Shumpei Inoue) بازیکن فوتبال اهل ژاپن و عضو تیم ملی فوتبال ژاپن است که در تاریخ ۲۴ مه ۱۹۲۳ میلادی اولین بازی ملی‌اش را انجام داد. او در ۱ بازی ملی حضور داشت و آخرین بازی ملی خود را در تاریخ ۲۴ مه ۱۹۲۳ میلادی انجام داد. شومپی اینوی در بازی‌های ملی‌اش
گلی به ثمر نرساند.